# Agordino
Con il toponimo Agordino (Egordin in ladino) si indica il territorio della provincia di Belluno esteso, grossomodo, sull'alto e medio bacino del torrente Cordevole: centro principale, sia dal punto storico che demografico, è Agordo e amministrativamente può essere fatta coincidere con l'Unione montana Agordina.

## Geografia fisica

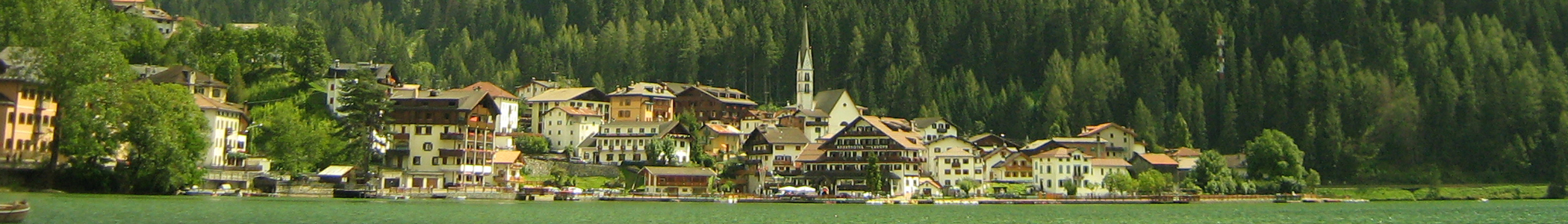
Alleghe

L'Agordino non si limita alla sola valle del Cordevole, ma si estende anche sui suoi affluenti con le vallate relative. Tra i corsi d'acqua principali, ancora procedendo da sud, sono da ricordare il Bordina (sinistra), il Sarzana (destra), il Tegnàs con la valle di San Lucano (destra), il Corpassa (sinistra), il Biois con la valle del Biois (destra), il Fiorentina con la val Fiorentina (sinistra), il Pettorina con la val Pettorina (destra) e il Rio di Andràz (sinistra). Fa eccezione il territorio di Gosaldo che fa parte del bacino del Mis.
Ciò che ovviamente più caratterizza il territorio è la presenza di numerosi gruppi montuosi, molti dei quali sono tra i più importanti e noti delle Dolomiti, come la Marmolada, le cime d'Auta, il monte Civetta con la Moiazza, il Pelmo, l'Agner.

### Comuni

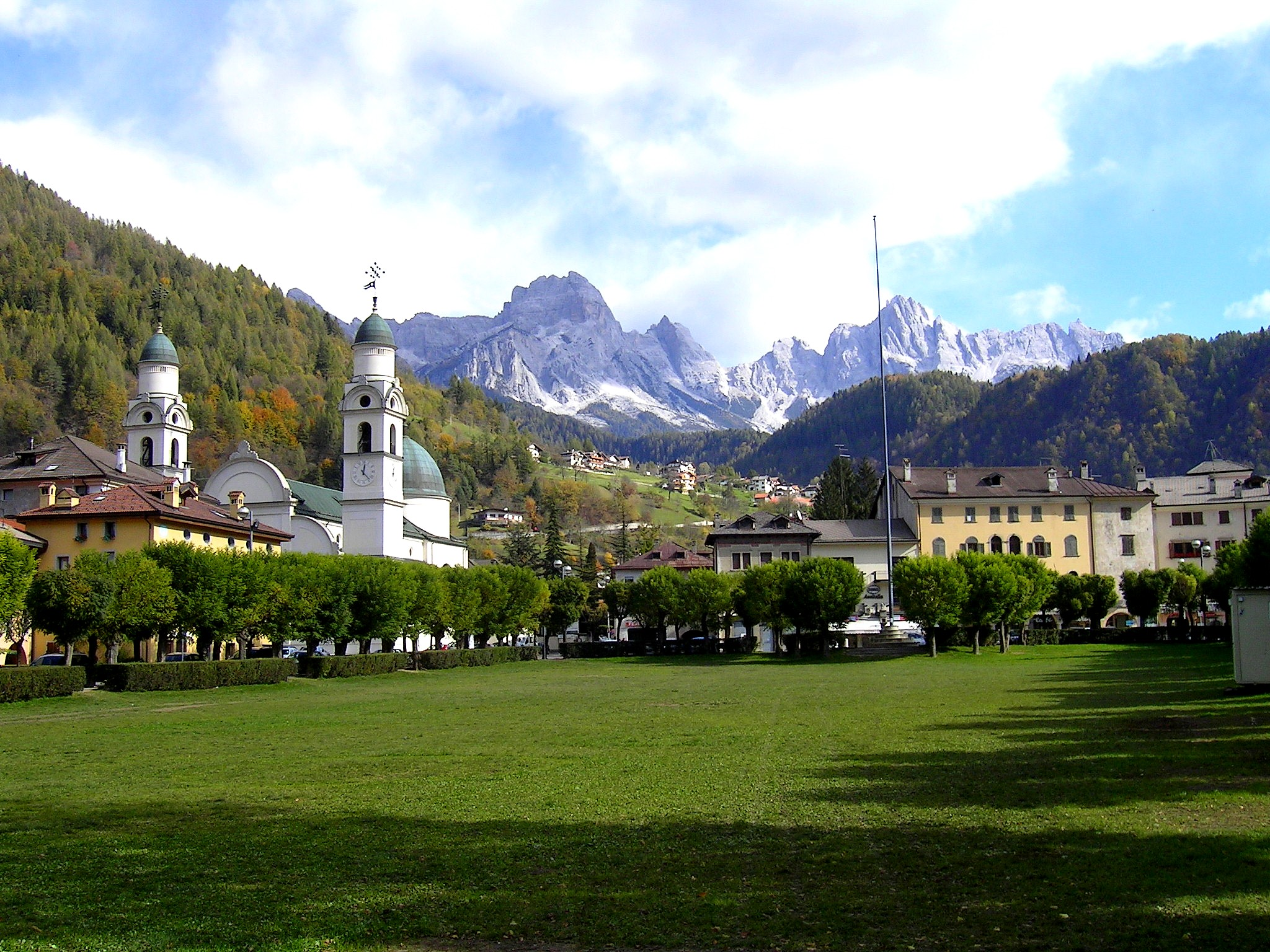
Agordo

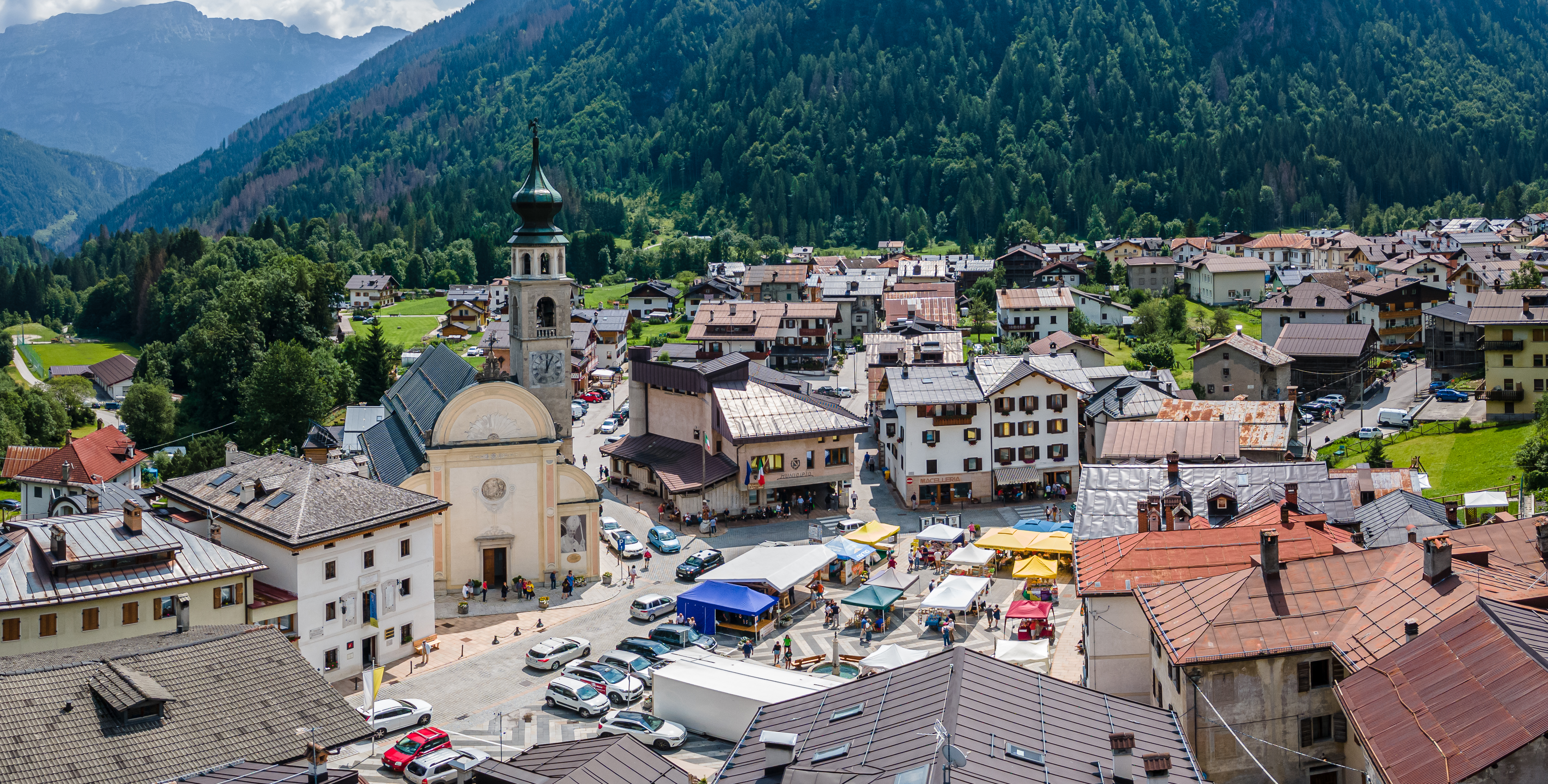
Canale d'Agordo

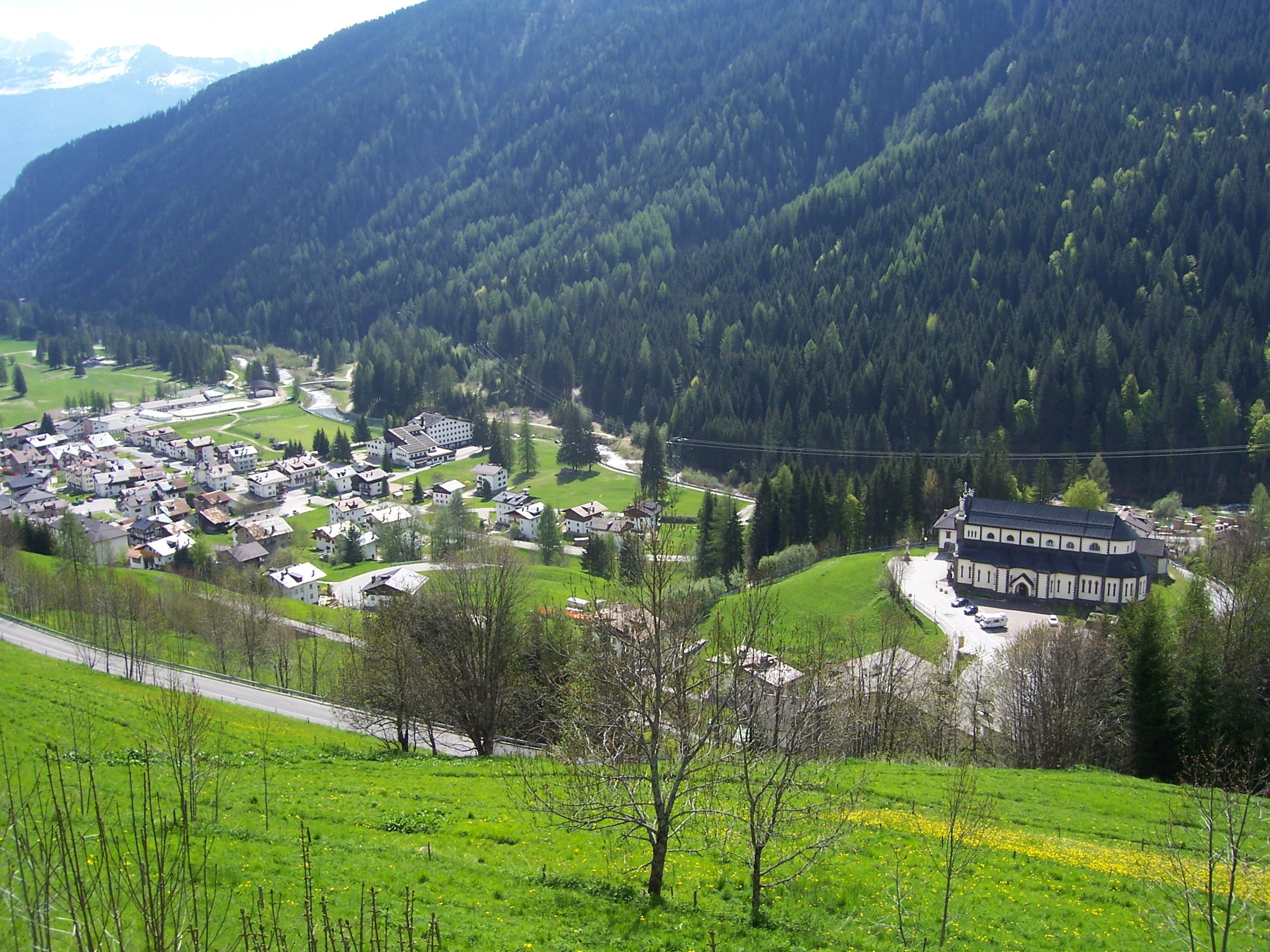
Falcade

Nell'Agordino si possono far ricadere sedici comuni, per un totale di 20 872 abitanti (al 31 marzo 2008).
Il primo centro che si presenta, venendo da sud, è la stessa Agordo. Da questo punto, sulla destra orografica del Cordevole, si estendono i territori di Voltago Agordino, Rivamonte Agordino e Gosaldo, mentre a sinistra si trova La Valle Agordina. Risalendo il corso del torrente si raggiunge Taibon Agordino e successivamente Cencenighe Agordino. Ad ovest di quest'ultima si diparte la valle del Biois (probabilmente la più importante delle valli minori) con Vallada Agordina, Canale d'Agordo e Falcade. Tornando sul Cordevole, si incontra San Tomaso Agordino e Alleghe, oltre la quale si aprono la val Pettorina con Rocca Pietore e la val Fiorentina con Colle Santa Lucia e Selva di Cadore. L'alto bacino del Cordevole coincide invece con il territorio di Livinallongo del Col di Lana.
In val Pettorina si trova l'antica Magnifica Comunità della Rocca.
La vastità della regione è alla base delle notevoli differenze, specialmente culturali, che si notano tra i vari paesi. Per esempio, la zona più meridionale è tradizionalmente più legata alla città di Belluno, mentre quella settentrionale si caratterizza per una cultura maggiormente ladina che la avvicina al Cadore e all'Alto Adige.

## Storia
Il territorio dell'Agordino, come viene inteso oggi, è stato definito solo di recente ed è costituito da realtà con storia e tradizioni molto diverse.
Prima di Napoleone Bonaparte, Selva di Cadore, come suggerisce l'appellativo, era parte alla Magnifica Comunità di Cadore, mentre Rocca Pietore, in virtù della propria posizione di confine, godeva di una particolare autonomia. Livinallongo del Col di Lana e Colle Santa Lucia sono state a lungo legate all'area tirolese e aggregate al Veneto solo dopo la prima guerra mondiale. Gli altri comuni, invece, erano raccolti nel capitaniato di Agordo, diviso tra il Sindacato delle Regole di Sottochiusa (12 regole) e il Sindacato delle Regole di Soprachiusa (11 regole).
Nel 1807 i francesi di Napoleone assegnarono i territori del capitaniato al dipartimento della Piave (con l'esclusione di Livinallongo e Colle Santa Lucia). Le regole vennero abolite e al loro posto sorsero i comuni: Agordo (con La Valle), Riva (attuale Rivamonte), Gosaldo, Voltago, Taibon, Cencenighe (con San Tomaso), Alleghe, Calloneghe (attuale frazione di Rocca Pietore), Rocca (attuale Rocca Pietore), Canal (attuale Canale d'Agordo), Vallada, Sapade (attuale Falcade).

## Galleria d'immagini

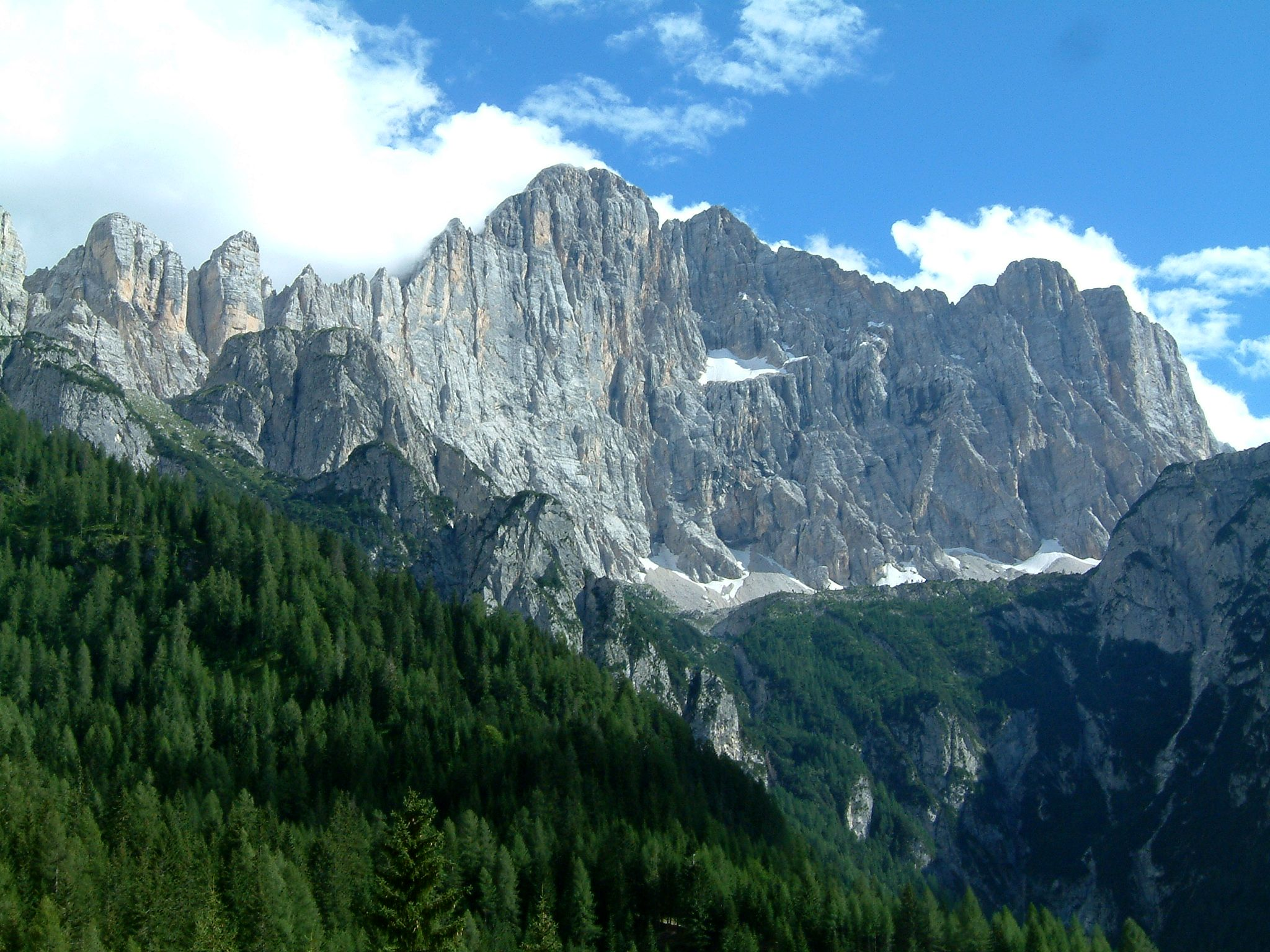
Il monte Civetta
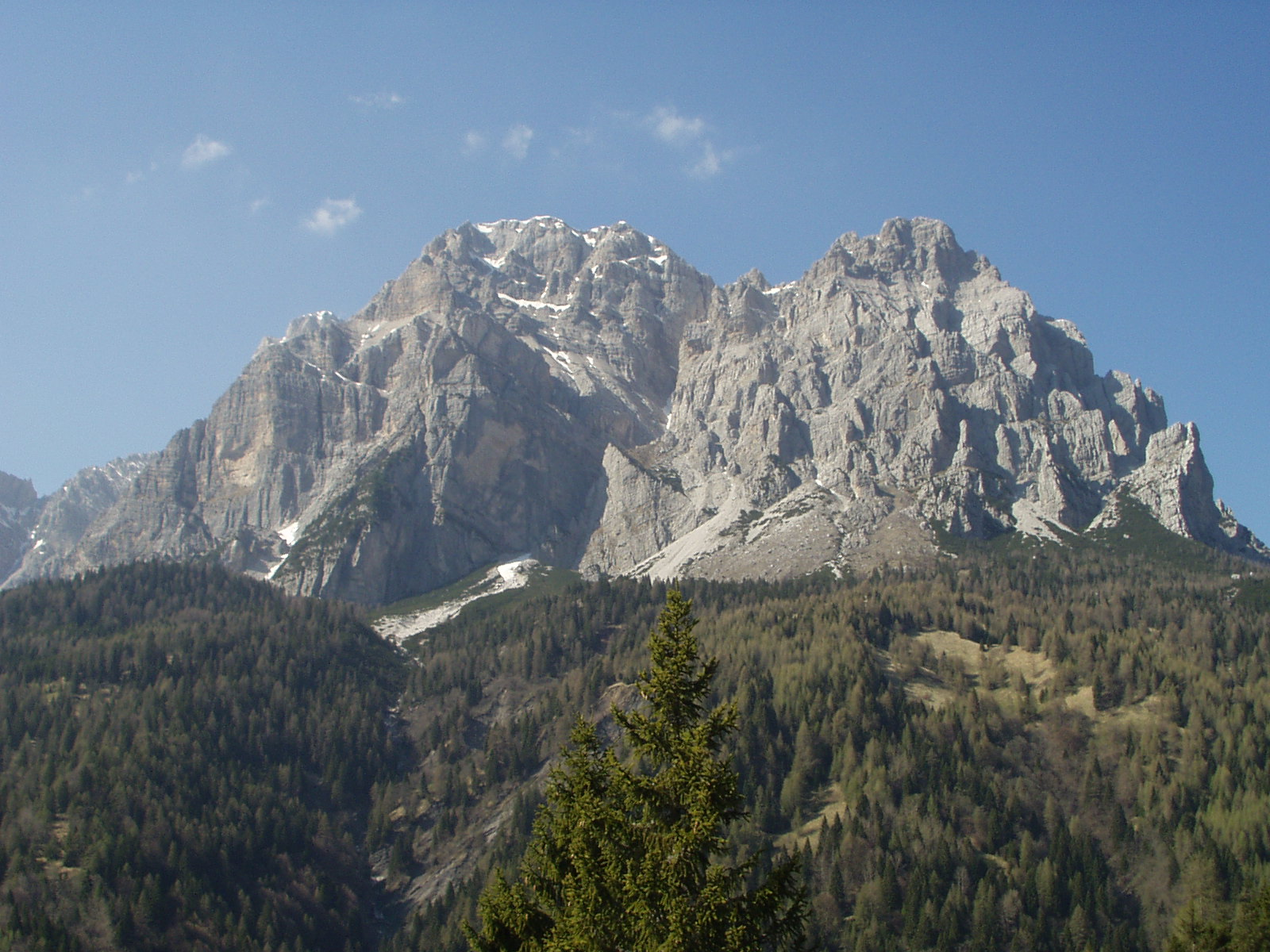
La Moiazza da sud